# 정보명
정보명(鄭寶明, 1980년 8월 23일 ~ )은 전 KBO 리그 롯데 자이언츠의 외야수, 지명타자이자, 현재 동의대학교 야구부 감독이다.

## 선수 시절

### 아마추어 시절
동의대학교 3학년 재학 중이던 2001년 처음으로 국가대표에 선발되어 제 21회 아시아 야구 선수권 대회에 참가했다. 당시 그는 이종욱, 박용택과 함께 주전 외야수로 출전했다. 한국 대표팀은 결승전에 진출하여 최종일 대만과 맞붙었지만 강우로 인한 주최 측의 어이없는 경기 취소 해프닝으로 예선 성적에 의해 준우승에 머물렀다.
대학교 4학년으로서 마지막 아마추어 시즌인 2002년에 다시 한 번 국가대표팀에 선발돼 제 1회 세계 대학 야구 선수권 대회에 출전했다.

### 롯데 자이언츠시절
2002년 가을에 어느 구단에게도 지명을 받지 못하고 신고선수로 입단했다. 당시 대학 리그 최고의 타자라고 불리던 고려대의 이택근보다 타율이 높아서 당연히 지명되리라 생각했으나 작은 키 때문에 끝내 지명을 받지 못했다. 2003년에는 2경기 밖에 출전하지 못했다. 이 때 당시 감독이었던 백인천과는 타격 폼 때문에 마찰을 겪기도 했다.

### 상무 야구단시절
2004년에 입단하였다.

### 롯데 자이언츠복귀
제대 후 2006년부터 본격적으로 활약했다. 2011년과 2012년에는 부상과 타격 침체로 인해 2군에 있는 시간이 더 많았고, 결국 부상으로 인해 2013년 시즌 후 방출된 뒤 은퇴했다.

## 야구선수 은퇴 후
2014년부터 상무 야구단의 수비코치로 활동하다가 2016년부터 롯데 자이언츠의 코치로 활동했다.

## 출신 학교
- 순천삼산초등학교
- 순천이수중학교
- 순천효천고등학교
- 동의대학교

## 통산 기록
| 년도 | 팀    | 타율  | 경기수 | 타수 | 안타 | 2루타 | 3루타 | 홈런 | 타점 | 득점 | 도루 | 도루 실패 | 4사구 | 삼진 | 병살타 | 희생타 | 장타율 |
| ---- | ----- | ----- | ------ | ---- | ---- | ----- | ----- | ---- | ---- | ---- | ---- | --------- | ----- | ---- | ------ | ------ | ------ |
| 2003 | 롯데  | 0.000 | 2      | 3    | 0    | 0     | 0     | 0    | 0    | 1    | 0    | 0         | 1     | 2    | 1      | 0      | 0.000  |
| 2006 | 롯데  | 0.247 | 66     | 162  | 40   | 4     | 0     | 2    | 18   | 15   | 0    | 2         | 7     | 30   | 5      | 7      | 0.309  |
| 2007 | 롯데  | 0.282 | 119    | 394  | 111  | 24    | 3     | 2    | 45   | 40   | 5    | 1         | 34    | 75   | 12     | 8      | 0.373  |
| 2008 | 롯데  | 0.277 | 96     | 285  | 79   | 18    | 1     | 3    | 26   | 30   | 4    | 7         | 31    | 57   | 9      | 3      | 0.379  |
| 2009 | 롯데  | 0.296 | 86     | 203  | 60   | 12    | 1     | 2    | 34   | 15   | 2    | 3         | 24    | 40   | 5      | 7      | 0.394  |
| 2010 | 롯데  | 0.289 | 30     | 76   | 22   | 5     | 1     | 0    | 9    | 6    | 0    | 1         | 8     | 15   | 1      | 0      | 0.381  |
| 통산 | 4시즌 | 0.277 | 369    | 1047 | 290  | 58    | 5     | 9    | 123  | 101  | 11   | 13        | 97    | 204  | 32     | 25     | 0.368  |